# Kaštel Urmaneo
Kaštel Urmaneo (Urmanić) je nedovršena utvrda u Kaštel Sućurcu. Jedini spomen kaštela nalazimo na crtežu Sućurca iz 16. stoljeća  (Archivio di Stato u Veneciji). U to vrijeme u Sućurcu je bio župnik splitski kanonik Šimun Urmaneo dok je njegov brat bio zakupnik prihoda Splitske nadbiskupije. Kaštelani su 1596. godine pokušali osloboditi Klis iz turski ruku potaknuti nagovorima Šimuna Urmanića. Nakon neuspjeha, mletačka vlast koja nije odobrila pothvat, prognala je braću Urmanić oduzimajući im imovinu. Kaštel ostaje nedovršen, građevni materijal se koristi za uzgradnju utvrda Kaštel Sućurca.